# عين المدمع
عين المدمع مورد للمياه وأحد العيون الحارة الواقعة في منطقة جازان جنوب المملكة العربية السعودية، وتنبع العين من صخور جبال سلا من الناحية الغربية، وتصب في نفق تشكل طبيعيًا ليواصل الجريان إلى الطرف الآخر وخلف الجبل من الناحية الشرقية، مائها نقي تمامًا وخال من كافة الشوائب وتنفرد هذه العين ببرودة مائها المثلج الصافي، ولا يُعرف عمق النفق الذي تجتازه العين من الغرب إلى الشرق، وهي جارية طوال العام ولا تتأثر بالأمطار ولا الجفاف.